# Daphny Muriloff
Daphny Muriloff (Amsterdam, 17 april 1967) is een Nederlands actrice en tv-producente.

## Biografie
Muriloff werd geboren in Amsterdam en is opgegroeid op een woonboot in de Vecht in Vreeland. Daar zat zij op de openbare lagere school Na haar middelbare school volgde zij nog een opleiding.

## Carrière
Ze was jarenlang uitvoerend producent bij het populaire kinderprogramma Telekids op RTL 4, waar zij vooral bekend was als "de Buurvrouw". Zij was vooral herkenbaar door haar opvallende achtergrondlach tijdens de uitzending. Telekids zond altijd live uit, dus het geschater viel tijdens de uitzendingen in het publiek op en was bij de kijkers thuis te horen. Ook heeft ze voor Telekids een aantal films gemaakt.
Na haar RTL 4-tijd kwam ze bij Fox Kids terecht. Daar was Muriloff verantwoordelijk voor een hele reeks programma's, waaronder het programma Tante Soesa & Sassefras, waarin ze zelf de rol van het typetje 'Tante Soesa' vertolkte. Ook was ze deels verantwoordelijk voor de jeugdsoap De Club van Sinterklaas, die sinds 1999 loopt op de zender, die tegenwoordig bekendstaat als Disney XD.
In 2001 vertrok ze bij Fox Kids, er zouden meningsverschillen ontstaan zijn over het te voeren programmatisch beleid, maar dit is onbevestigd. Na haar vertrek bij Fox Kids ging ze in diverse shows, onder de titel "Soesa Hier", verder met haar Tante Soesa-karakter. Muriloff heeft haar eigen productiebedrijf; Made By Muriloff. Van 1997 tot 2001 was Daphny programmadirecteur bij Fox Kids, ook bekend onder de namen Jetix en Disney XD.

## Filmografie
Dit overzicht is mogelijk nog incompleet.

### Acteerwerk

#### Televisieseries
- De Club van Sinterklaas (1999-2000) als Tante Soesa
- Tante Soesa & Sassefras (1997-2000) als Tante Soesa

#### Films
- Sinterklaas & Pakjesboot 13 (2006) als Stofpiet
- Het Monster van Toth (1999) als Grisela de heks
- De Vloek van Griebelstein (1998) als Tante Hortensia
- De Parel van de Woestijn (1997) als Fatima de Fee
- Het Geheim van de Zonnesteen (1996) als Conny de Arubaanse gids

### Productie

#### Televisieseries
- De Club van Sinterklaas (1999-2000) Uitvoerend Producent
- Tante Soesa & Sassefras (1997-2000) Uitvoerend Producent
- Pittige Tijden (1996-1999) Producent
- Telekids (1993-1999) Uitvoerend Producent
- B.O.O.S. (1988-1993) Producent
- The Taste of life
- Nederland Muziekland (2015) Uitvoerend Producent
- Wonderschool (2014-2015) Uitvoerend Producent

#### Films
- Sinterklaas & Pakjesboot 13 (2006) Uitvoerend Producent
- Pepernoten voor Sinterklaas (1995) Uitvoerend Producent

### Scenario

#### Televisieseries
- Er is zoveel meer (2005)
- De Club van Sinterklaas (1999-2000)
- Pittige Pepernoten (1997)

#### Films
- Het Geheim van de Zonnesteen (1996) Script
- Sinterklaas & Pakjesboot 13 (2006) Script

### Presentatie

#### Zenders
- Fox Kids (1997-2001) als Tante Soesa

#### Programma's
- Fox Kids: Koninginnedag Special: Live vanuit Arnhem (2001) als Tante Soesa
- Fox Kids: Fox Kids Planet Live (2001) als Tante Soesa
- Fox Kids: Pokémon 1 April Weekend: Pokémon stopt! (2001, 31 maart en 1 april) als Tante Soesa
- Fox Kids: Het Feest van Sinterklaas (2000, 26 november) als Tante Soesa
- Fox Kids: Fox Kids Camps (2000) als Tante Soesa
- Fox Kids: Pokémon Trading Card Liga in Six Flags Special (2000) als Tante Soesa
- Fox Kids: www.FoxKids.Weekend (2000, 18 en 19 november) als Tante Soesa
- Fox Kids: Adventure & Fantasy Weekend (2000, 7 en 8 oktober) als Tante Soesa

## Theater
- Winx Club on Tour (2006) Script

## Discografie
- Bonus-cd bij Het Beste uit 10 Jaar Telekids (1999). Muriloff is te horen als heks Grisela in het nummer Ik kan je wel zoenen.